# Victor Nilsson (född 1867)
Alfred Victor Nilsson, född 10 mars 1867 i Östra Torps församling i Skåne, död 7 april 1942 i Minneapolis, var en svensk-amerikansk journalist och författare.
Nilsson kom 1885 till Minneapolis, vid vars universitet han blev filosofie doktor 1897. Han var redaktör för Svenska Folkets Tidning 1886–1890, chefredaktör för Minneapolis Posten 1890–91 och för Svensk familjejournal 1891–94. 1893 blev han musikkritiker i The Progress-register, dess redaktör 1904 samt dess ägare och utgivare 1919. Nilsson som var den förste som i USA blev doktor med skandinaviska språk och litteratur som huvudämne, översatte August Strindberg, Selma Lagerlöf och Gustaf Fröding till engelska. Bland hans egna skrifter märks Loddföfnismal, an Eddic study (1898), History of Sweden (1899), Sångarfärden till Sverige (1900), A Bayreuth pilgrimage (1925) och A pilgrimage to Bonn and its Beethoven house (1927).